# Мёммё, Ээту
Ээту Мёммё (фин. Eetu Mömmö; род. 4 мая 2002) — финский футболист, нападающий клуба «Лечче» и сборной Финляндии до 21 года.

## Карьера

### «Ильвес»
Играл в молодёжной команде «Ильвеса». Дебютировал в Вейккауслиге летом 2020 года в матче против «Мариехамна», отличившись голевой передачей. В Кубке Финляндии сыграл в матче группового этапа против «Лахти». В августе 2020 года сыграл в квалификации Лиги Европы УЕФА в матче с «Шэмрок Роверс». 

### «Лечче»
В августе 2021 года стал игроком итальянского «Лечче», где был заявлен за молодёжную команду. Дебютировал в Примавере 1 в матче со сверстниками из «Кальяри». 

## Карьера в сборной
Играл за сборные Финляндии до 17 и 21 года. 